# الرقة (الجميمة)

تعديل مصدري - تعديل

الرقة هي إحدى قرى عزلة وادى غامس بمديرية الجميمة التابعة لمحافظة حجة، بلغ تعداد سكانها 203 نسمة حسب تعداد اليمن لعام 2004.